# CRYPTREC
Il Cryptography Research and Evaluation Committees, o CRYPTREC, è una commissione insediata dal governo giapponese nel 2000 per valutare e raccomandare tecniche crittografiche da usarsi in campo industriale e governativo. È l'equivalente dei progetti europei NESSIE ed eSTREAM e del processo di standardizzazione dell'AES della statunitense NIST.
I risultati della selezione sono stati pubblicati nel 2003, con revisioni negli anni 2005 e 2008. La lista dei cifrari vede accanto ad algoritmi moderni e sicuri quali l'AES o l'SHA-512 cifrari datati o poco sicuri quali l'SHA-1, il Triple DES o l'RC4. Ciò è dovuto al particolare metodo di selezione che, accanto ad algoritmi proposti da terzi, ha visto l'inserimento di primitive crittografiche definite indispensabili, ovvero quelle giudicate importanti dagli organi governativi, e di primitive da valutare specificatamente, ovvero quelle volute da altre organizzazioni o che hanno uno speciale significato legale in Giappone.